# Жил-был мальчик
«Жил-был ма́льчик» (рум. A fost odată un băiat) — советский короткометражный художественный фильм 1960 года режиссёра Эмиля Лотяну, снятый на киностудии «Молдова-фильм» (дебютный фильм режиссёра, ВГИКовская курсовая).

## Сюжет
Новелла по мотивам нескольких эпизодов автобиографической повести классика молдавской литературы Иона Крянгэ «Воспоминания детства» — о том как в сельской школе священник отец Ион обновил принесённую для воспитания учеников в дар школе плётку — «Николу-угодника» — на своей дочке, и как любимого детьми учителя дядю Василе староста со сборщиком податей обманом забрали в армию.
А назавтра батюшка — опять к нам, на этот раз с шорником, дедом Фотя, а тот преподносит в подарок новой школе красивый, сплетенный из ремешков кнутик. Кнутик этот батюшка окрестил «Николой-угодником», в честь покровителя нашего храма. Батюшка положил за правило, чтобы каждую субботу псаломщик спрашивал у мальчиков и девочек все, что выучено за неделю, а потом потчевать школяров за каждую ошибку «Николаем-угодником». Тут батюшкина дочка, девчонка бойкая и смешливая, не утерпела да как фыркнет… на свою же голову, бедняжка! — А ну-ка, барышня, пожалуй-ка сюда, — сказал батюшка, насупив брови, — с тебя-то и будет почин Николе-угоднику, И сколько ни заступались за неё дядюшка Василе и дед Фотя, получила Смэрэндица хорошую взбучку. Сидела она потом, закрыв лицо руками, и плакала, как невеста перед венцом, рубашонка так ходуном и ходила у неё на плечах. Видя такую расправу, мы все приуныли.
Тут мы, ученики, высыпали из школы и всем скопом отправились на дорогу. А староста Никэ, сын Пэтру, со стражниками, сторожем и сборщиками податей снуют в толпе. Кто-то вопит не своим голосом. — Что это там стряслось? — спрашивают люди друг друга, сбегаясь со всех сторон. А это нашего дядю Василе поймали арканом, вяжут веревками и заковывают тут же в кандалы, чтобы отправить в Пятру — в новобранцы… Так вот для чего сгонял староста народ на дорогу! Таким вот манером в те времена и забирали молодых людей в солдаты! Страшно было смотреть! Остальные парни пустились врассыпную — кто куда, а мы, ребятишки, с ревом разбежались по домам. — Проклятый пес староста.

## В ролях
Роли исполняют: Александру Басалин (Ионел Крянгэ), А. Крамарчук, И. Левяну, А. Якишин, П. Сырбу, В. Богату, Лучика Димитриу, Траян Пэун.

## Критика
Лотяну поставил одночастевую новеллу «Жил-был мальчик». Уже в этой короткой ленте можно было разглядеть тягу режиссёра к романтике, к поэтическому кинематографу, что затем получило развитие в художественном фильме «Ждите нас на рассвете».— Константин Шишкан — Нитью дыханья: избранные строки и страницы. — Кишинев: Инесса, 2004. — 446 с. — стр. 294